# Rasmus Windingstad
Rasmus Windingstad (Gjøvik, 31 de octubre de 1993) es un deportista noruego que compite en esquí alpino.
Participó en los Juegos Olímpicos de Pekín 2022, obteniendo una medalla de bronce en la prueba de equipo mixto. En la Copa del Mundo consiguió una victoria y tres podios en total.

## Palmarés internacional
| Juegos Olímpicos | Juegos Olímpicos | Juegos Olímpicos  | Juegos Olímpicos |
| Año              | Lugar            | Medalla           | Prueba           |
| ---------------- | ---------------- | ----------------- | ---------------- |
| 2022             | Pekín (China)    | Medalla de bronce | Equipo mixto     |